# Список млекопитающих, занесённых в Красную книгу Новосибирской области
В списке указаны все млекопитающие, включённые во 2-е издание Красной книги Новосибирской области 2008 года выпуска. По принятому постановлению главы администрации Новосибирской области, Красная книга должна переиздаваться с актуализированными данными не реже, чем каждые 10 лет.
Колонки таблицы КНСО, КР и МСОП означают, соответственно, статус указанного вида в Красной книге Новосибирской области, Красной книге России и в Международном союзе охраны природы и природных ресурсов. В случае, если в Красной книге России какой-либо из описываемых видов отсутствует, то есть не отнесён ни к одной из указанных категорий, то соответствующая ячейка списка оставлена незаполненной. Категории имеют следующие обозначения:
| Категории охранного статуса видов в «Красной книги Новосибирской области» | Категории охранного статуса видов в «Красной книги России» |
| --- | --- |
| - 0 — таксон, вероятно исчезнувший с территории Новосибирской области - 1 — очень редкий вид, находящийся под угрозой исчезновения в ареале - 2 — редкий таксон, с сокращающейся численностью и ареалом обитания - 3 — редкий таксон, имеющий малые по численности в ареале популяции - 4 — мало изученный таксон, состояние популяции которого не известно - 5 — восстановленный таксон, заслуживающий охраны (таких видов нет) | - 0 — вероятно исчезнувшие - 1 — находящиеся под угрозой исчезновения - 2 — сокращающиеся в численности - 3 — редкие - 4 — неопределённые по статусу - 5 — восстанавливаемые и восстанавливающиеся |

Обозначения охранного статуса МСОП:
- — виды на грани исчезновения (в критическом состоянии)
- — виды под угрозой исчезновения
- — уязвимые виды
- — виды, близкие к уязвимому положению
- — виды под наименьшей угрозой
- — виды, для оценки угрозы которым не хватает данных
- — виды не представленные в Международной Красной книге

В нижеприведённом списке порядок расположения таксонов соответствует таковому в Красной книге Новосибирской области. Список включает 10 видов млекопитающих (1 вид грызунов, 3 вида насекомоядных, 1 вид китопарнокопытных, 4 вида рукокрылых и 1 вид хищных).
| Иллюстрация                               | Название                                 | Ареал на территории Новосибирской области | КНСО | КР | МСОП                               | Ист.   |
| ----------------------------------------- | ---------------------------------------- | --- | ---- | -- | ---------------------------------- | ------ |
| Отряд Грызуны (Rodentia)                  |                                          | |      |    |                                    |        |
|                                           | Большой тушканчик (Allactaga major)      | Заселяет юго-запад области от левобережья реки Обь; известен в Колыванском, Куйбышевском, Барабинском, Чановском, Купинском, Татарском, Венгеровском, Здвинском, Карасукском районах. На большей части территории тушканчик редок или обычен, в Купинском и Карасукском районах известны колебания численности. | 3    |    | Вид вне опасности                  | [ 4 ]  |
| Отряд Насекомоядные (Eulipotyphla)        |                                          | |      |    |                                    |        |
| Фотография Сибирской белозубки            | Сибирская белозубка (Crocidura sibirica) | Распространена на правобережье реки Обь, на севере области обнаружена на левом берегу реки Оби у села Черный Мыс. Вид на всем его небольшом ареале малочислен. | 3    |    | Вид вне опасности                  | [ 5 ]  |
|                                           | Крошечная бурозубка (Sorex minutissimus) | Южная граница распространения проходит на широте озёр Чаны и Сартлан, в подзоне южной лесостепи, хотя встречаются данные о находках этого вида южнее, в окраинах города Карасук. На правобережье реки Обь граница ареала отклоняется на юг, до Алтая. | 3    |    | Вид вне опасности                  | [ 6 ]  |
|                                           | Ушастый ёж (Haemiechinus auritus)        | В пределах Новосибирской области встречается в юго-западной части, в основном в Карасукском районе. Северная граница распространения проходит примерно по линии город Камень-на-Оби — город Карасук. Численность очень низкая, за последние 60 лет отмечены единичные особи в Карасукском районе. | 3    |    | Вид вне опасности                  | [ 7 ]  |
| Отряд Китопарнокопытные (Cetartiodactyla) |                                          | |      |    |                                    |        |
|                                           | Северный олень (Rangifer tarandus)       | По территории области проходит южная граница распространения вида. Распространение спорадическое. Ареал вида ограничен верхними течениями рек Чёка, Майзас, Тара, Малая и Большая Ича, Тартас, Омь и Икса в пределах Кыштовского, Северного, Убинского и Колыванского районов, где олень обитает на водораздельных болотах у северной границы области. За счет регулярных кочевок животных численность вида на территории области не постоянна. | 3    | 3  | Уязвимый вид                       | [ 8 ]  |
| Отряд Рукокрылые (Chiroptera)             |                                          | |      |    |                                    |        |
| Фотография длиннохвостой ночницы          | Длиннохвостая ночница (Myotis frater)    | Очень редкий вид, распространение не изучено. Имеется единственная находка на зимовке в Барсуковской пещере (предгорья Салаирского кряжа). Обитание вида в области, скорее всего, связано с распространением черневой тайги. | 3    |    | Вид с неопределённым статусом      | [ 9 ]  |
| Фотография ночницы Иконникова             | Ночница Иконникова (Myotis ikonnikovi)   | Очень редкий вид, две находки в Верх-Икскуой пещере (Салаирский кряж). Обитание вида в области, скорее всего, связано с распространением черневой тайги. | 3    |    | Вид вне опасности                  | [ 10 ] |
|                                           | Прудовая ночница (Myotis dasycneme)      | Находки в восточной части области (Барсуковская, Верх-Икская, Егорьевская, Новососедовская пещеры, бассейн реки Бердь). Возможно обитание на западе области. | 3    |    | Вид, близкий к уязвимому положению | [ 11 ] |
| Фотография большого трубконоса            | Большой трубконос (Murina leucogaster)   | В Барсуковской и Верх-Икской пещерах найдены многочисленные зимовочные колонии. В летних находках очень редок, распространение изучено слабо. Обитание вида в области, скорее всего, связано с распространением черневой тайги. Требуется уточнение распространения. | 3    |    | Вид вне опасности                  | [ 12 ] |
| Отряд Хищные (Carnivora)                  |                                          | |      |    |                                    |        |
|                                           | Речная выдра (Lutra lutra)               | В северо-западной части области выдра встречается в бассейне реки Иртыш по рекам Тара, Чёка, Уй, Майзас. В восточной части области заселяет правобережную часть Обского бассейна. В пределах Сузунского и Черепановского районов выдра зарегистрирована на реках Иня и Верхний Сузун. На востоке и северо-востоке области (Искитимский, Маслянинский и Тогучинский районы) постоянно отмечается по рекам Шадриха, Коён, Елбаш, Бердь, Суенга, Кинтереп, Тарьсма, Фролиха. Известны периодические заходы животных из Томской области в реки Омь, Ича (Убинский район), Шегарка, Бакса (Колыванский район), Икса и Кунчурук (Болотнинский район). | 3    |    | Вид, близкий к уязвимому положению | [ 13 ] |